# Fizeșu Gherlii
Fizeșu Gherlii (ungarisch Ördöngösfüzes oder Füzes) ist eine Gemeinde im Kreis Cluj in der Region Siebenbürgen in Rumänien.